# Nevado Tuco
El nevado de Tuco es una montaña de la cordillera de los Andes de América del Sur, ubicada en el departamento de Ancash, en la zona central del Perú.

## Ubicación geográfica
Se encuentra ubicado en el extremo sureste de la cordillera Blanca. Su cumbre alcanza los 5.300 msnm, según otras fuentes (5.455 msnm o 5.480 msnm).[cita requerida] Es el origen de la laguna Conococha, que forma el río homónimo que nace de su flanco sur.
Las montañas aledañas son:
- Challhua (5.475 m)
- Juchuraju (5.390 m)
- Pastoruri (5.240 m)
- Santon (5.255 m)
- Queullaraju (5.605 m)
- Rajuluna (5.360 m)

## Vistas

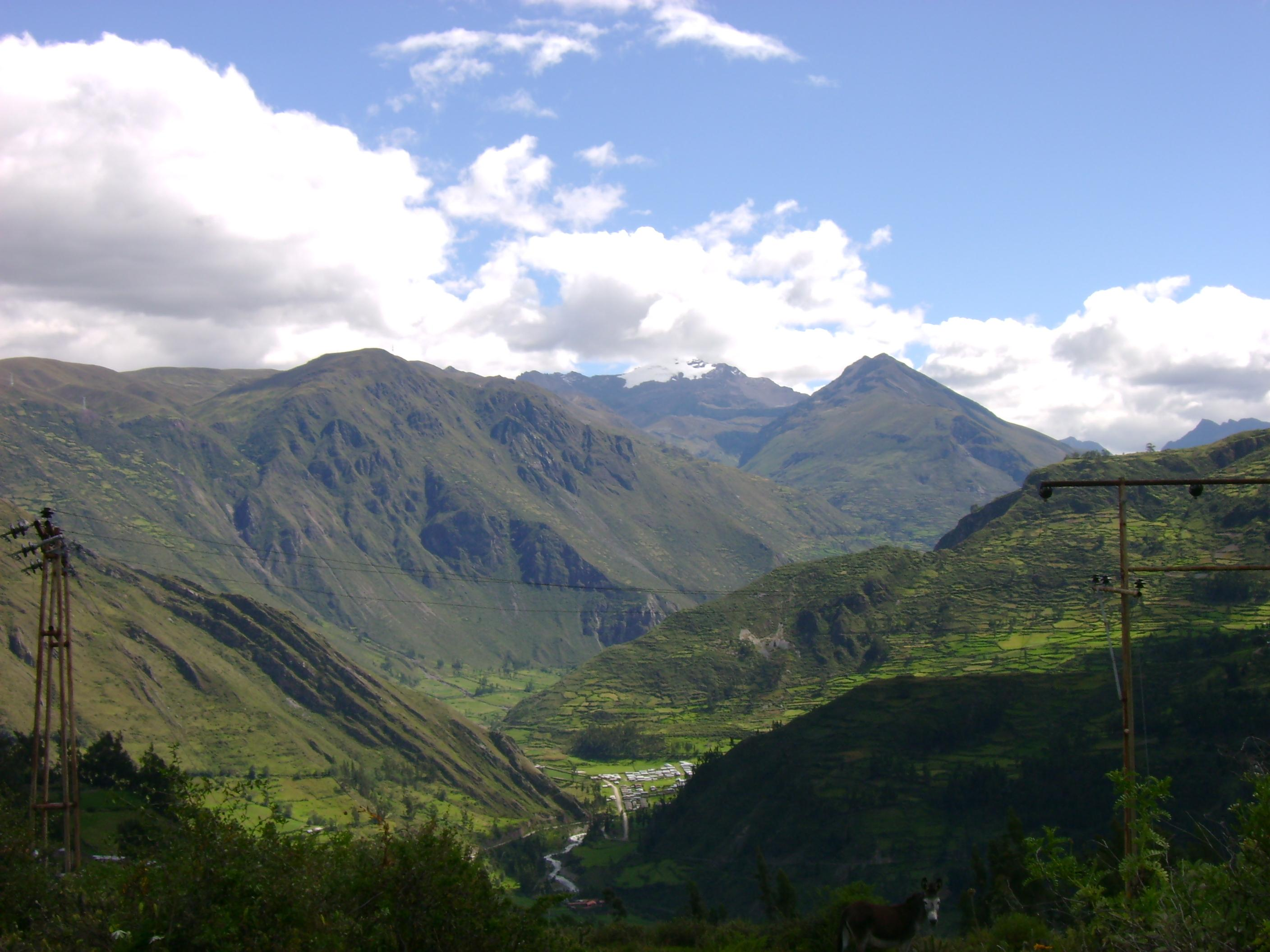
Nevado de Tuco y el valle de Aynin.

Se le puede observar desde Conococha, Chiquián y desde la parte alta de la carretera Conococha-Chiquián.